# Briansuttonia
Briansuttonia är ett släkte av svampar. Briansuttonia ingår i ordningen Pleosporales, klassen Dothideomycetes, divisionen sporsäcksvampar och riket svampar.
|               | Pleomassariaceae                               |
|               |                                                |
|               | Naetrocymbaceae                                |
|               |                                                |
|               | Dacampiaceae                                   |
|               |                                                |
|               | Arthopyreniaceae                               |
|               |                                                |
|               | Aigialaceae                                    |
|               |                                                |
|               | Amniculicolaceae                               |
|               |                                                |
|               | Corynesporascaceae                             |
|               |                                                |
|               | Cucurbitariaceae                               |
|               |                                                |
|               | Delitschiaceae                                 |
|               |                                                |
|               | Diademaceae                                    |
|               |                                                |
|               | Didymosphaeriaceae                             |
|               |                                                |
|               | Dothidotthiaceae                               |
|               |                                                |
|               | Fenestellaceae                                 |
|               |                                                |
|               | Leptosphaeriaceae                              |
|               |                                                |
|               | Lindgomycetaceae                               |
|               |                                                |
|               | Lophiostomataceae                              |
|               |                                                |
|               | Massarinaceae                                  |
|               |                                                |
|               | Melanommataceae                                |
|               |                                                |
|               | Montagnulaceae                                 |
|               |                                                |
|               | Morosphaeriaceae                               |
|               |                                                |
|               | Mytilinidiaceae                                |
|               |                                                |
|               | Parodiellaceae                                 |
|               |                                                |
|               | Phaeosphaeriaceae                              |
|               |                                                |
|               | Phaeotrichaceae                                |
|               |                                                |
|               | Pleosporaceae                                  |
|               |                                                |
|               | Sporormiaceae                                  |
|               |                                                |
|               | Testudinaceae                                  |
|               |                                                |
|               | Tetraplosphaeriaceae                           |
|               |                                                |
|               | Tubeufiaceae                                   |
|               |                                                |
|               | Venturiaceae                                   |
|               |                                                |
|               | Zopfiaceae                                     |
|               |                                                |
|               | Phoma                                          |
|               |                                                |
|               | Speira                                         |
|               |                                                |
|               | Centrospora                                    |
|               |                                                |
|               | Mycocentrospora                                |
|               |                                                |
|               | Pyrenochaeta                                   |
|               |                                                |
|               | Stagonosporopsis                               |
|               |                                                |
|               | Ascochyta                                      |
|               |                                                |
|               | Anguillospora                                  |
|               |                                                |
|               | Sporidesmium                                   |
|               |                                                |
|               | Ascochytula                                    |
|               |                                                |
|               | Ascochytella                                   |
|               |                                                |
|               | Sporocybe                                      |
|               |                                                |
|               | Periconia                                      |
|               |                                                |
|               | Berkleasmium                                   |
|               |                                                |
|               | Didymella                                      |
|               |                                                |
|               | Herpotrichia                                   |
|               |                                                |
|               | Dictyosporium                                  |
|               |                                                |
|               | Fusculina                                      |
|               |                                                |
| Briansuttonia | \| \| Briansuttonia alternarioides \| \| \| \| |
|               | \| \| Briansuttonia alternarioides \| \| \| \| |
|               | Leptosphaerulina                               |
|               |                                                |
|               | Elegantimyces                                  |
|               |                                                |
|               | Phaeostagonospora                              |
|               |                                                |
|               | Massariosphaeria                               |
|               |                                                |
|               | Extrusothecium                                 |
|               |                                                |
|               | Ascoronospora                                  |
|               |                                                |
|               | Hyalobelemnospora                              |
|               |                                                |
|               | Immotthia                                      |
|               |                                                |
|               | Helicascus                                     |
|               |                                                |
|               | Dactuliophora                                  |
|               |                                                |
|               | Clavariopsis                                   |
|               |                                                |
|               | Subbaromyces                                   |
|               |                                                |
|               | Pseudochaetosphaeronema                        |
|               |                                                |
|               | Coronospora                                    |
|               |                                                |
|               | Protocucurbitaria                              |
|               |                                                |
|               | Pseudotrichia                                  |
|               |                                                |
|               | Trematosphaeriopsis                            |
|               |                                                |
|               | Passerinula                                    |
|               |                                                |
|               | Metameris                                      |
|               |                                                |
|               | Neopeckia                                      |
|               |                                                |
|               | Cheiromoniliophora                             |
|               |                                                |
|               | Digitodesmium                                  |
|               |                                                |
|               | Boeremia                                       |
|               |                                                |
|               | Amarenomyces                                   |
|               |                                                |
|               | Setomelanomma                                  |
|               |                                                |
|               | Didymocrea                                     |
|               |                                                |
|               | Wettsteinina                                   |
|               |                                                |
|               | Letendraea                                     |
|               |                                                |
|               | Rhopographus                                   |
|               |                                                |
|               | Shiraia                                        |
|               |                                                |
|               | Farlowiella                                    |
|               |                                                |
|               | Paraliomyces                                   |
|               |                                                |
|               | Macroventuria                                  |
|               |                                                |
|               | Neophaeosphaeria                               |
|               |                                                |
|               | Pseudodidymella                                |
|               |                                                |
|               | Mycodidymella                                  |
|               |                                                |
|               | Ochrocladosporium                              |
|               |                                                |
|               | Cheirosporium                                  |
|               |                                                |
|               | Margaretbarromyces                             |
|               |                                                |
|               | Versicolorisporium                             |
|               |                                                |
|               | Monoblastiopsis                                |
|               |                                                |
|               | Ocala                                          |
|               |                                                |
|               | Lentithecium                                   |
|               |                                                |
|               | Tingoldiago                                    |
|               |                                                |
|               | Wicklowia                                      |
|               |                                                |
|               | Aquaticheirospora                              |
|               |                                                |
|               | Ascorhombispora                                |
|               |                                                |
|               | Briansuttonia alternarioides                   |
|               |                                                |

|  | Briansuttonia alternarioides |
|  |                              |